# Pleasant Plain (Ohio)
Pleasant Plain és una població dels Estats Units a l'estat d'Ohio. Segons el cens del 2000 tenia 156 habitants.

## Demografia
Segons el cens del 2000, Pleasant Plain tenia 156 habitants, 55 habitatges, i 40 famílies. La densitat de població era de 547,6 habitants per km².
Dels 55 habitatges en un 45,5% hi vivien nens de menys de 18 anys, en un 56,4% hi vivien parelles casades, en un 12,7% dones solteres, i en un 25,5% no eren unitats familiars. En el 20% dels habitatges hi vivien persones soles el 5,5% de les quals corresponia a persones de 65 anys o més que vivien soles. El nombre mitjà de persones vivint en cada habitatge era de 2,84 i el nombre mitjà de persones que vivien en cada família era de 3,34.
Per edats la població es repartia de la següent manera: un 31,4% tenia menys de 18 anys, un 8,3% entre 18 i 24, un 31,4% entre 25 i 44, un 17,9% de 45 a 60 i un 10,9% 65 anys o més.
L'edat mediana era de 36 anys. Per cada 100 dones de 18 o més anys hi havia 105,8 homes.
La renda mediana per habitatge era de 45.833 $ i la renda mediana per família de 45.625 $. Els homes tenien una renda mediana de 40.208 $ mentre que les dones 27.000 $. La renda per capita de la població era de 18.323 $. Aproximadament el 4,2% de les famílies i el 7,3% de la població estaven per davall del llindar de pobresa.

## Poblacions més properes
El següent diagrama mostra les poblacions més properes.